# Bank of Yokohama
Sede do Bank of Yokohama
The Bank of Yokohama, Ltd. (BOY; 株式会社横浜銀行 Kabushiki kaisha yokohama ginkō?) é um banco comercial japonês, sediado em Yokohama.

## História
O banco foi estabelecida em 1920 como banco regional para a prefeitura de Kanagawa.

## Companhias do Grupo
- Hamagin Tokai Tokyo Securities
- Hamagin Research Institute
- Hamagin Finance
- Yokohama Capital
- Yokohama Guarantee
- Yokohama Staff Service
- Yokohama Operation Service
- Hamagin Mortgage Service
- Hamagin Business Operations Center
- Bankcard Service Japan